# Dorsum Nicol
Dorsum Nicol – grzbiet na powierzchni Księżyca o długości około 50 km. Znajduje się na współrzędnych selenograficznych ☾ 18,0°N 23,0°E/18,000000 23,000000. Dorsum Nicol znajduje się na Mare Serenitatis w pobliżu granicy Mare Tranquillitatis.
Nazwa grzbietu została nadana w 1976 roku przez Międzynarodową Unię Astronomiczną i pochodzi od Williama Nicola (1770-1851), szkockiego fizyka i geologa.